# Turbine gió

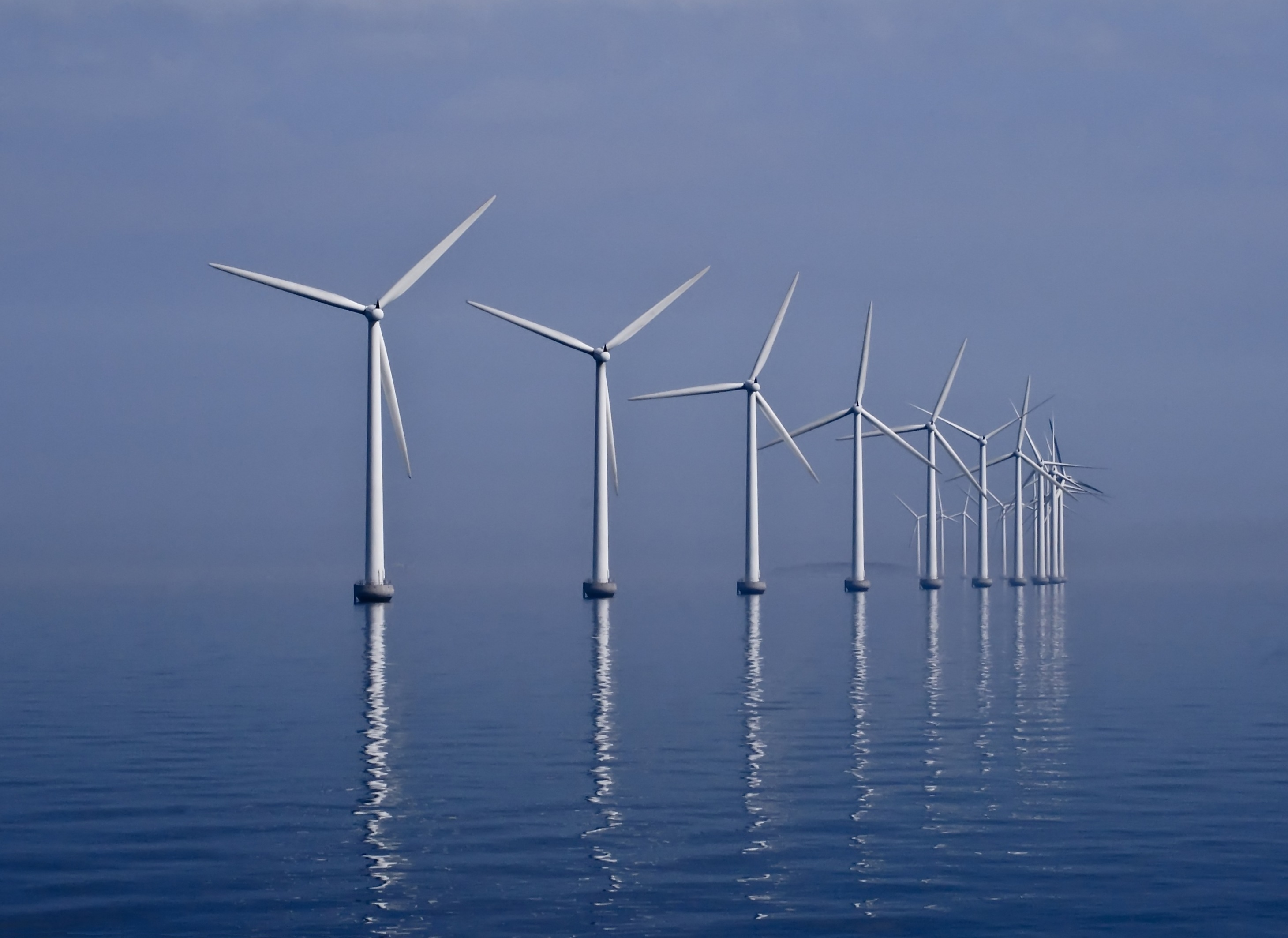
Bãi turbine gió Middelgrunden, 2009

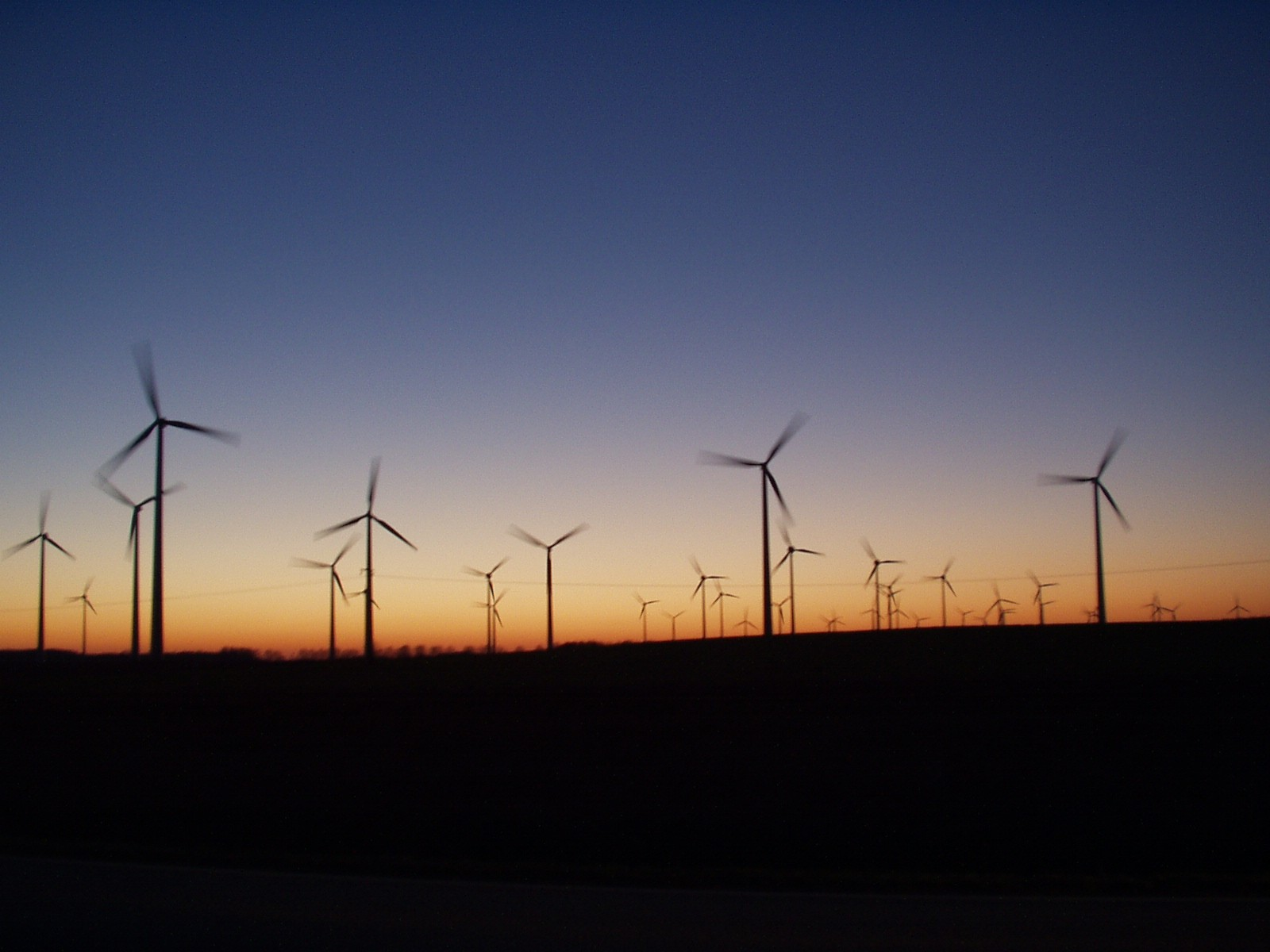
Một bãi turbine gió tại bang Mecklenburg-Vorpommern, Đức

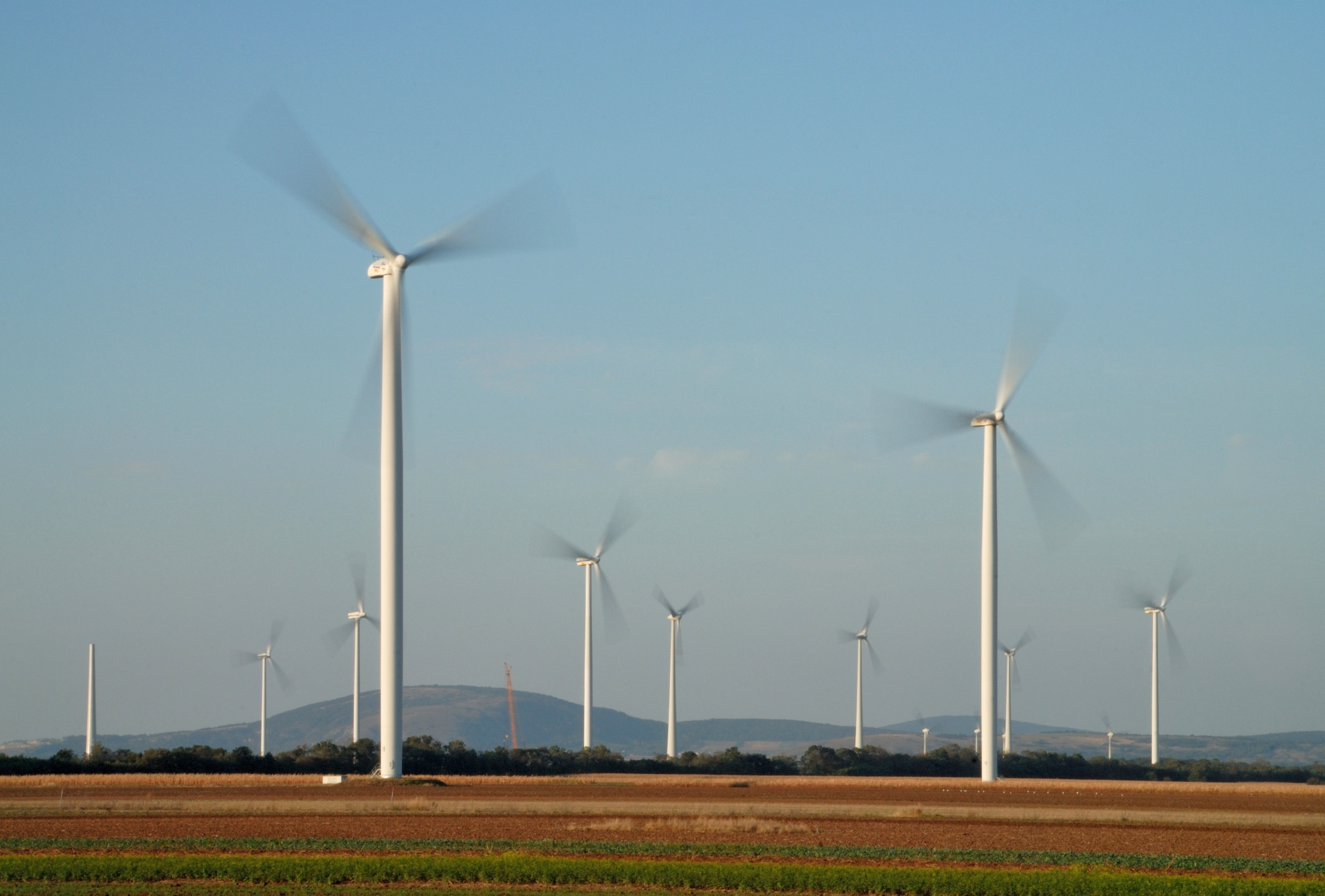
Một bãi turbine nhỏ tại Höflein, Áo

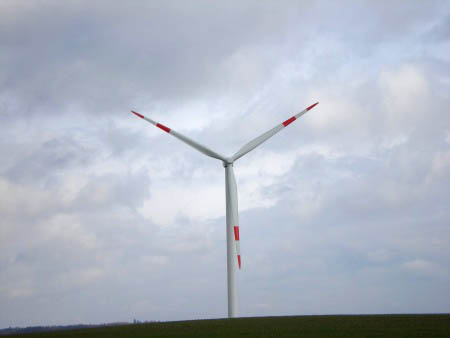
Một cột turbine tại Baden-Württemberg, Đức

Turbine gió là máy dùng để biến đổi động năng của gió thành cơ năng. Máy năng lượng này có thể được dùng trực tiếp như trong trường hợp của cối xay bằng sức gió, hay biến đổi trực tiếp thành điện năng như trong trường hợp máy phát điện bằng sức gió.
Máy phát điện bằng sức gió bao gồm vài thành phần khác nhau. Nhưng thành phần quan trọng nhất vẫn là motor điện một chiều; loại dùng nam châm bền và cánh đón lấy gió. Còn lại là các bộ phận khác như: đuôi lái gió, trục và cột để dựng máy phát, bộ phận đổi dòng điện để hợp với bình ắc qui và cuối cùng là 1 chiếc máy đổi điện (inverter) để chuyển điện từ ắc quy thành điện xoay chiều thông dụng.
Máy phát điện turbine gió thường sử dụng máy phát là loại xoay chiều có nhiều cặp cực do kết cấu đơn giản và phù hợp đặc điểm tốc độ thấp của turbine gió.
Các máy phát điện sử dụng năng lượng gió thường được xây dựng gần nhau và điện năng sản xuất ra được hòa vào mạng điện chung sau đó biến đổi để có được nguồn điện phù hợp. Việc sử dụng ăc quy để lưu giữ nguồn điện phát ra chỉ sử dụng cho máy phát điện đơn lẻ và cung cấp cho hộ tiêu thụ nhỏ (gia đình). Việc lưu điện vào ắc quy và sau đó chuyển đổi lại thường cho hiệu suất thấp hơn và chi phí cao cho bộ lưu điện tuy nhiên có ưu điểm là ổn định đầu ra.
Ngoài ra còn có một cách lưu trữ năng lượng gió khác. Người ta dùng cánh quạt gió truyền động trực tiếp vào máy nén khí. Năng lượng gió sẽ được tích trữ trong hệ thống rất nhiều bình khí nén. Khí nén trong bình sau đó sẽ được lần lượt bung ra để xoay động cơ vận hành máy phát điện. Quá trình nạp khí và xả khí được luân phiên giữa các bình, bình này đang xả thì các bình khác đang được nạp bởi cánh quạt gió. Điện sẽ được ổn định liên tục.
Hiện nay có 2 kiểu turbine phổ biến,đó là loại trục ngang và loại trục đứng. Trục ngang là loại truyền thống như hình trên, còn trục đứng là loại công nghệ mới, luôn quay ổn định với mọi chiều gió.

## Lịch sử

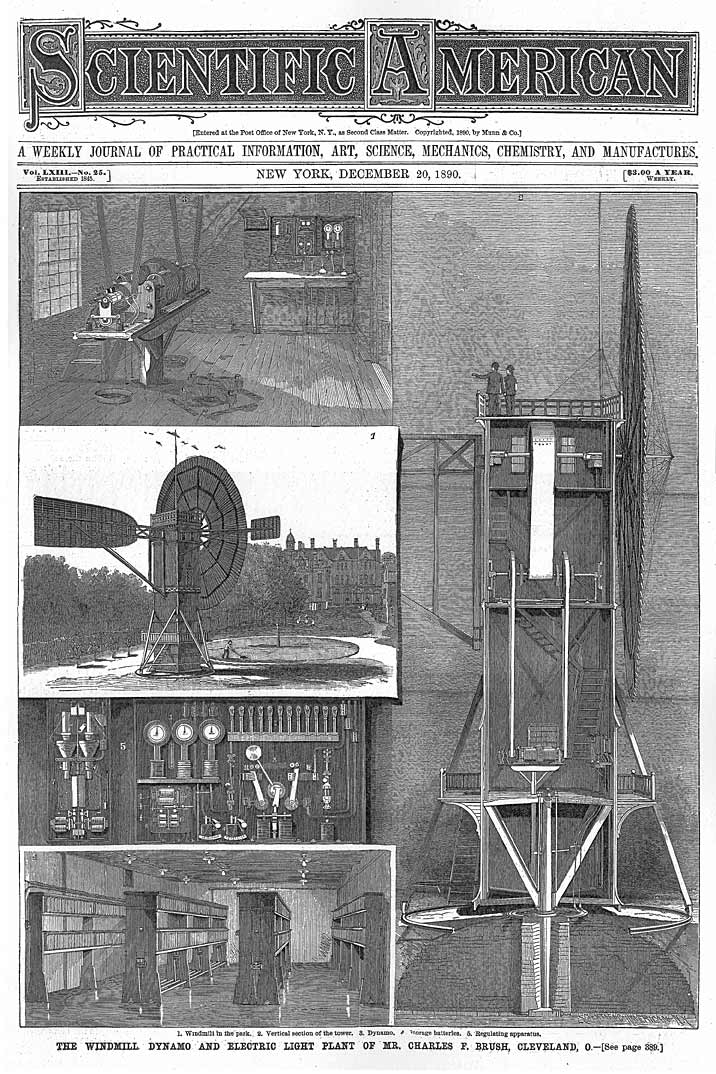
Trang tài liệu của Charles F. Brush năm 1888

Cối xay gió đã được sử dụng ở Ba Tư (Iran ngày nay) vào đầu năm 200 TCN  Bánh xe gió của Heron tại Alexandria đánh dấu một trong những trường hợp được biết đến đầu tiên của máy chạy bằng sức gió trong lịch sử. Tuy nhiên, việc chiếc cối xay gió đầu tiên được biết đến thực tế được xây dựng ở Sistan, một vùng nằm giữa Afghanistan và Iran, từ thế kỷ thứ 7. Những thân cối xay gió là những trục dọc, và có cánh hình chữ nhật.
Các tài liệu đầu tiên về hệ thống để phát điện bằng sức gió được lập vào năm 1887 do một người Scotland tên là James Blyth, để tạo ra năng lượng chiếu sáng cho ngôi nhà trong kỳ nghỉ của mình. Ông đã xây dựng một trục thẳng đứng chắc chắn với 10 mét chiều cao và 4 cánh quạt.
Dane Poul La Cour đến xung quanh bật của thế kỷ bởi các nghiên cứu có hệ thống - trong số những thứ khác, được thiết kế khí động học trong hầm gió airfoils - khái niệm về tốc độ cánh quạt mà cánh quạt chỉ đủ để khai thác năng lượng gió trên toàn bộ diện tích cánh quạt.
Năm 1920, Albert Bates về các nguyên tắc vật lý mà vẫn còn được sử dụng ngày hôm nay để tận dụng lợi thế của năng lượng gió là tối ưu: giảm tốc độ của lưu lượng dòng chảy để chỉ một phần ba tốc độ gió, đồng đều trên diện tích cánh quạt, được thực hiện bởi bề ngoài giảm chiều sâu của cánh quạt.
Các thăng bằng hàng không cải thiện dạng hình trong những năm 50 và 60, cho phép lướt và tỷ lệ trên 50 cực kỳ nhanh chóng chạy với chỉ một lưỡi cánh quạt duy nhất. Cánh quạt với hơn hai lá được coi là lạc hậu.
Theo kế hoạch của Đức turbine với hai lá GROWIAN là một dự án lớn đã được lên và đưa xuống để đưa các khái niệm của Đan Mạch của các hệ thống mạnh mẽ của quyền lực trung nhiều. Nó cũng có một số lượng lớn ở Hoa Kỳ xuất khẩu một hệ thống không đồng bộ, một hoặc hai tốc độ cố định và ba cánh quạt cứng. Kể từ đó, Đan Mạch là nước có tỷ trọng lớn nhất của thế hệ năng lượng gió.

Ba loại tuabin gió chính - Savonius và Darrieus tua bin gió trục thẳng đứng (VAWT) và một tiêu chuẩn ngang trục tua bin gió (HAWT) - tất cả với ba cánh quạt, được quay như thể họ đang hoạt động trong gió thực sự. Chúng được quay cùng một tốc độ (toán học), 30 vòng/phút

### Viện nghiên cứu
- DEWI GmbH – Deutsches Windenergie-Institut
- Fraunhofer-Institut für Windenergie und Energiesystemtechnik
- Stiftungslehrstuhl Windenergie der Universität Stuttgart
- ForWind, ForWind – Zentrum für Windenergieforschung

### Thông tin kỹ thuật
- Sehen und verstehen: das Windkraftwerk. Lưu trữ ngày 29 tháng 8 năm 2011 tại Wayback Machine In: Strom-online.
- Historische Entwicklung der Windenergie – Altertum bis Neuzeit. Lưu trữ ngày 16 tháng 8 năm 2011 tại Wayback Machine In: Wissen Windenergie.
- www.wind-energy-market.com - Windenergieanlagen Datenbank – Von der Kleinwindanlage bis zur Multimegawatt-Turbine.
- Animationen zur Berechnung und Konstruktion von Windkraftanlagen
- Windatlas Österreich

Windatlanten und Windpotential
- Windatlanten der Welt gepflegt von der Wind Energy Division Lưu trữ ngày 15 tháng 8 năm 2011 tại Wayback Machine an der Risø DTU
- AuWiPot, Windatlas und Windpotentialstudie Österreich, erstellt von Research Studios Austria (2009–2011)
- Windatlas Baden-Württemberg[liên kết hỏng], Informationen des Wirtschaftsministeriums Baden-Württemberg
  - Kartenmaterial[liên kết hỏng] beim Daten- und Kartendienst der LUBW

### Bên liên quan
- Bundesverband WindEnergie (Deutschland)
- Fördergesellschaft Windenergie (Deutschland)
- Bundesverband Kleinwindanlagen (Deutschland)
- IG Windkraft (österreichische Interessenvertretung für Windenergiebetreiber, -hersteller und -förderer)
- EWEA: Europäischer Windkraftverband (englisch)
- Portal mit Linksammlung von Initiativen gegen Windkraftanlagen
- Portal mit zusammengestellten News über Windenergie und regenerative Energien

### Năng lượng gió ngoài khơi
- Informationsportal der dena zur Offshore-Windenergie Lưu trữ ngày 26 tháng 7 năm 2002 tại Wayback Machine
- Katharina Schöbi: Windenergie mit Wellengang. In: wissenschaft.de. 20. September 2006 (schwimmende Windkraftwerke auf dem offenen Meer sollen in Zukunft Strom erzeugen)

### Các hình ảnh về turbine gió
- Internetseite mit Zusammenstellung von Videos und Bildern über Windkraftanlagen und Windenergie
- Internetseite zur Auslegung und Nachrechnung (Kennfeld) von Windkraftanlagen